# Yankuba Sonko

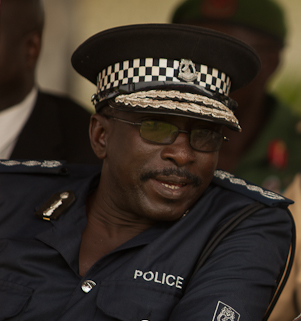
Yankuba Sonko als Generalinspekteur der gambischen Polizei (2011)

Yankuba Sonko (* 2. Mai 1964 in Bunayadou in Lower Niumi) ist ein gambischer Polizeibeamter. Er war Generalinspekteur der Polizei (englisch Inspector General of Police; IGP) und von August 2019 bis Mai 2022 gambischer Innenminister.

## Leben
Sonko begann 1982 eine Laufbahn bei der gambischen Polizei. 1984 erreichte er den Rang des Corporal und 1988 Cadet Officer. 2002 bis 2007 studierte er Jura im Vereinigten Königreich. 2008 hatte er die Funktion Police Crime Management Co-ordinator (CMC) und wurde dann im Dezember 2009 zum stellvertretenden Generalinspekteur der gambischen Polizei ernannt. Von März 2010 bis 2014, war er einer der längsten eingesetzten Generalinspekteur. Im November 2014 wurde er von Benjamin Wilson ersetzt.
Sonko wurde am 13. Juli 2015 als Generalinspekteur der Polizei wieder erneut eingesetzt. Landing Kinteh löst Sonko am 22. Juni 2017 ab.
Am 22. August 2019 wurde Sonko als Innenminister ins Kabinett Adama Barrow berufen.
Im November 2021 empfahl die Truth, Reconciliation and Reparations Commission (TRRC), die zur Aufarbeitung der Regierungszeit des früheren Präsidenten Yahya Jammeh ins Leben gerufen wurde, Yankubo Sonko für zehn Jahren von allen öffentlichen Ämtern auszuschließen. Ihm wurde vorgeworfen, als Generalinspekteur der Polizei die Ermordung von über 50 westafrikanischen Migranten, die im Juli 2015 erfolgte, vertuscht zu haben. Die gambische Regierung nahm am 25. Mai 2022 die Empfehlung nur bedingt an und ordnete weitere Ermittlungen im Hinblick auf potenziell entlastendes Beweismaterial, das zugunsten von Sonko vorgelegt worden sein soll, an. Kurz zuvor, nämlich mit der Bildung des neuen Kabinetts am 4. Mai 2022 wurde Seyaka Sonko zum neuen Innenminister als Nachfolger von Yankuba Sonko ernannt.

## Auszeichnungen und Ehrungen
- 2010: Medaille, Order of the Republic of The Gambia